# Quipu
Quipu [’kipu], er en slags forskelligt farvede knudesnore, der anvendtes som "skrift" af indianerne i Peru og tilgrænsende egne. En quipu består af en indtil en meter lang hovedsnor med vedhængende bisnore. På disse synes de yderste knuder at betegne enere, de følgende tiere, hundreder osv., idet et gennemført decimalsystem gør sig gældende. Sandsynligvis havde også de forskellige farver til dels en konventionel betydning. Quipu var således særlig egnet til opbevaring af talstørrelser (resultater af folketællinger, regnskab over lamahjorde o.l.), men synes også at have været et slags mnemoteknisk hjælpemiddel med noget videre anvendelse. Da der altid krævedes forudgående kendskab til emnet, for at quipu kunde forstås, er det håbløst at ville tyde den mængde knudesnore, der er fundet i peruanske grave. I forsimplet form har quipu holdt sig i brug til vore dage som regnemiddel hos de indianske hyrder i Peru og Bolivia. Primitiv knudeskrift kendes i øvrigt også fra Kina, Indien, Sydhavet m.m.